# Aeroportul Lençóis
Aeroportul Lençóis (IATA: LEC, ICAO: SBLE) este un aeroport din Lençóis, Bahia, Brazilia ce deservește zona Lençóis. Aeroportul a fost tranzitat în 2022 de 730 de pasageri. A fost numit după zona deservită.
Situat la o altitudine de 506 m, aeroportul dispune de 1 pistă.

## Infrastructură

### Piste
Aeroportul dispune de o singură pistă. Pista 14/32 are suprafața de asfalt și dimensiunile 2.082 m × 30 m. 